# Le Bonnet rouge
Pour les articles homonymes, voir Bonnet rouge et Bonnet.

Le Bonnet rouge est un périodique français, sous-titré « Organe de la défense républicaine » (Paris, no 1, 22 novembre 1913 - 1922), hebdomadaire (1913), puis quotidien (1914) satirique républicain et anarchiste français, dirigé par Maurice Fournié et ayant pour rédacteur en chef Miguel Almereyda.
Le Bonnet rouge fut impliqué dans divers scandales lors de la Première Guerre mondiale, étant accusé notamment de défaitisme. Il fut une cible privilégiée de l'Action française, mouvement royaliste d'extrême droite.

## Historique
Ce journal d'extrême gauche reste attaché aux polémiques qu'il suscita durant la Première Guerre mondiale, notamment par Léon Daudet et l'Action française qui lui reprochaient d'avoir défendu un rapprochement avec les Allemands. En effet, Almereyda était un militant antimilitariste et internationaliste qui s'était longuement opposé au conflit armé.

## L'affaire Caillaux

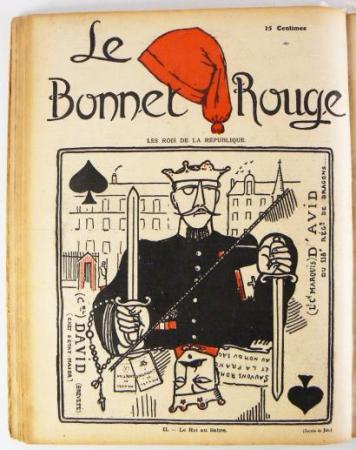
Le Bonnet Rouge, Les rois de la République, 1914.

## L'enquête et la fermeture du journal
Le capitaine Pierre Bouchardon, magistrat détaché comme juge d'instruction auprès du 3e conseil de guerre fut chargé d'enquêter sur l'origine des fonds versés au journal après qu'on eut découvert des transferts allemands, en lien avec l'affaire Bolo Pacha. Il découvrit en même temps des correspondances entre Almereyda et Caillaux. Ce dernier sera contraint de s'expliquer sur les relations qu'il entretenait avec les dirigeants de ce journal. Il fut arrêté en 1917 pour « intelligence avec l'ennemi ».
Le 15 mai 1917, Émile-Joseph Duval est arrêté à la frontière suisse avec un chèque de 150 000 francs du banquier allemand Marx de Mannheim. Selon les souvenirs de Léon Daudet, militant de l'Action française, ayant en premier lieu prétexté une affaire de liquidation des « Bains de mer de San Stefano », il fut tout d'abord inculpé de commerce avec l'ennemi. 
L'affaire des fonds étrangers versés au Bonnet rouge conduisit également à l'arrestation de Miguel Almereyda et à son décès dans des circonstances mystérieuses, en détention.

## Plusieurs thèses
Dans son livre L'Offensive morale des Allemands en France pendant la guerre - L'Assaut de l'âme française, le lieutenant Louis Marchand décrit le Bonnet rouge comme un « journal subventionné par le gouvernement français et organe du grand état-major allemand » et indique qu'il n'y aurait pas eu une thèse du journal de propagande allemand en langue française, La Gazette des Ardennes, que le Bonnet rouge n'aurait pas tenté d'imposer.
Selon un autre livre écrit par des militants de l'Action française après la Seconde Guerre mondiale, le nom du ministre de la guerre, Paul Painlevé, aurait figuré dans la liste des contributeurs du journal, sans qu'il en ait écrit un seul article de sa main [Quoi ?]. Il n'aurait pourtant pas protesté contre ce soi-disant usage de son nom.

## L'affaire aujourd'hui
Cette série d'affaires est loin d'être claire, de nombreuses zones d'ombres demeurent. Selon son fils, le cinéaste Jean Vigo, Almeyreda n'avait rien d'un espion ni d'un traitre. Il aurait mis fin à ses jours à cause de ces rumeurs tenaces. En résumé, on y découvrirait la jalousie de ses collègues anarchistes et la gêne qu'il aurait représentée pour certains membres du gouvernement qui en effet avaient contribué au journal quand ils étaient plus jeunes et pacifistes de gauche [réf. nécessaire].